# Vándalo (álbum)
Vándalo es el cuarto trabajo discográfico, perteneciente a la banda de rock argentina Utopians. El material consta de once canciones y fue grabado entre febrero y marzo por Eduardo Bergallo y Hernán Agrasar, en los estudios Sonic Ranch, situado en Texas; donde también se han gestado trabajos de artistas como Yeah Yeah Yeahs, Enrique Bunbury, Cannibal Corpse, Animal Collective, Billy Gibbons, entre otros. El primer corte de difusión de esta placa, es la canción «Algo mejor». 

## Lista de canciones
| N.º | Título                  | Duración |  |
| 1.  | «Algo mejor»            | 04:23    |  |
| 2.  | «Nada bueno»            | 03:06    |  |
| 3.  | «Fue por vos»           | 04:54    |  |
| 4.  | «Con nada»              | 04:21    |  |
| 5.  | «Desde lejos»           | 02:41    |  |
| 6.  | «A veces»               | 04:45    |  |
| 7.  | «Donde nadie te espera» | 02:43    |  |
| 8.  | «Días de calor»         | 04:05    |  |
| 9.  | «Entre luces»           | 04:11    |  |
| 10. | «Atrás»                 | 03:32    |  |
| 11. | «Quiero»                | 03:15    |  |